# Gymnosophistis
Gymnosophistis là một chi bướm đêm thuộc họ Sesiidae.

## Các loài
- Gymnosophistis thyrsodoxa  Meyrick, 1934